# ハワード大学
ハワード大学（ハワードだいがく、Howard University）は、ワシントンD.C.に所在するアメリカ合衆国の私立大学。1867年創立。全米屈指の名門歴史的黒人大学である。

## 概要
アフリカ系アメリカ人がアイビーリーグに入学出来なかった時代における「黒人のハーバード」であり、現在でも全米最高峰の黒人大学であるが、非黒人である白人系やアジア系の学生も入学が可能である。多くのアメリカの黒人パワーエリートを輩出した。カマラ・ハリス米国副大統領の出身校としても知られる。

## 学部
- College of Arts and Sciences
- School of Business
- John H. Johnson School of Communications
- College of Dentistry
- School of Divinity
- School of Education
- College of Engineering, Architecture & Computer Sciences
- Graduate School
- College of Medicine
- College of Nursing & Allied Health Sciences
- College of Pharmacy
- School of Social Work
- School of Mathematics and Science
- School of Law

## 出身者
- トニ・モリスン - 作家、黒人として初めてノーベル文学賞受賞
- ルクレティア・ウェスト - 声楽家
- アルフォンソ・マイケル・イスパイ - 元農務長官
- アンドリュー・ヤング - 元連邦下院議員
- ダグラス・ワイルダー（英語版） - バージニア州知事
- サーグッド・マーシャル - 法律家、アフリカ系アメリカ人として初めて連邦最高裁判事に就任
- チャドウィック・ボーズマン - 俳優
- ゾラ・ニール・ハーストン - 作家
- イライジャ・カミングス - 連邦下院議員
- ダニー・ハサウェイ - ソウルシンガー
- カマラ・ハリス - 法律家、元上院議員（民主党・カリフォルニア州選出）、第49代アメリカ合衆国副大統領
- アンドリュー・ホワイト - サクソフォーン奏者
- タナハシ・コーツ - 作家、ジャーナリスト(中退)
- ブッバ・モートン - プロ野球選手
- ラズ・アロンソ - 俳優
- ベニー・ゴルソン - サクソフォーン奏者
- ロバータ・フラック - シンガー・ソングライター